# Uranotaenia unimaculiala
Uranotaenia unimaculiala är en tvåvingeart som beskrevs av George Frederick Leicester 1908. Uranotaenia unimaculiala ingår i släktet Uranotaenia och familjen stickmyggor. Inga underarter finns listade i Catalogue of Life.